# 請負
請負（うけおい、英語: contract）とは、当事者の一方（請負人）が相手方に対し仕事の完成を約し、他方（注文者）がこの仕事の完成に対する報酬を支払うことを約することを内容とする契約。
日本の民法では典型契約の一種とされ（民法632条）、特に営業として行われる作業又は労務の請負は商行為となる（商法502条5号）。
- 日本の民法は、以下で条数のみ記載する。

## 概説

### 請負の意義
請負は請負人がある仕事を完成することを約し、注文者がその仕事の結果に対してその報酬を支払うことを内容とする契約である（632条）。
請負は雇用や委任などと同様に労務供給契約の一種であるが、請負においては、ある仕事を完成することを目的とし、そのための手段として労務の供給がなされる点で雇用や委任と異なる。また、委任において委任者が報酬を受け取るためには特約が必要であるが（648条1項）、請負における請負人には当然に報酬が認められる（632条）。
仕事の内容は有形的（建物の建設など）なものに限らず無形的（講演や演奏など）なものであってもよい。

### 請負の性質
請負契約の法的性質は諾成・有償・双務契約である。
- 諾成契約
請負は当事者間の合意のみによって成立する。建設業法19条は建設工事の請負契約につき一定の重要事項を記載した書面の交付を要求するが、これは紛争の防止を目的とするもので私法上の成立要件ではない[1][4][5]。
- 有償契約
通常、報酬には金銭が約定されるが、民法上において制限はなく報酬は金銭でなくてもよい[4][6]。報酬は後払いを原則とする[1]。
- 双務契約
仕事完成義務は報酬の支払いとの関係では先履行義務であり同時履行の関係にない[4]。報酬の支払いは仕事の目的物の引渡しと同時履行の関係にある（633条本文）。

### 製造物供給契約
相手方の注文に応じた目的物を自己の材料で製作して相手方に供給し、それに対して相手方が報酬を支払う契約を製作物供給契約という。請負と売買との混合契約であるとされ（通説）、民法上、製作段階については請負、供給段階については売買の規定を適用すべきとされる（通説）。なお、請負と売買は2017年改正前の民法では担保責任等に違いがあったが、2017年改正の民法（2020年4月1日法律施行）で請負にも売買の契約不適合責任が準用されることとなった（559条）。

## 請負の成立
請負は諾成契約であり契約書の作成は不要である（632条）。先述の通り、建設業法19条は建設工事の請負契約の締結において一定の重要事項を記載した書面の交付を規定しているが、これは事後の紛争の防止を趣旨としており請負契約の有効要件ではない。
現代においては建設請負契約が重要な意義を有するが、官公庁・公社・公団発注の請負には「公共工事標準請負約款」（中央建設業審議会）、民間業者発注の請負には「民間連合協定工事請負契約約款」（旧・四会連合協定工事請負契約約款。日本建築学会・日本建築学協会・日本建築協会・全国建設業協会・建築業協会・日本建築士連合会・日本建築士事務所協会連合会）が定められており、この分野では民法の規定は一定の修正を受けている。

## 請負の効力

### 請負人の義務
請負人が請け負った内容に対する義務の発生は、注文者と請負人双方の自由意思による合意成立がなされた時点であることが多い。

#### 仕事完成義務と下請負契約

##### 仕事完成義務
請負は仕事の完成を内容とするものであるから請負人は仕事完成義務を負う（632条）。ただ、請負の場合には完成すべき時期までに仕事が完成しさえすれば、自己が労務に服さなくとも債務は履行されたことになる。したがって、請負人は特約のない限り自由に履行補助者や下請負人を用いて仕事の完成にあたらせることができる（下請負契約）。ただし、講演や演奏など請負人の個性に重きが置かれ本人でなければならない場合には履行補助者や下請負人を用いることはできない。
仕事に着手すべき時期及び仕事を完成させるべき時期は契約内容により定められる。請負人が仕事に着手しない場合や契約で定められた時期に完成しない場合には、541条により注文者は契約を解除しうる。また、請負人に責めを帰すべき事由によって契約で定められた時期までの完成が不能となることが明らかな場合には、完成時期が到来しなくとも543条により直ちに解除しうる（大判大15・11・25民集5巻703頁）。

##### 下請負契約
請負においては契約上の完成すべき時期までに内容となる仕事が完成しさえすれば債務は履行されたことになることから、仕事内容が請負人による労務でなければならない場合（講演や演奏など）や特約のある場合でない限り、請負人は自由に第三者を履行補助者や下請負人（履行代行者）として用いて仕事の完成にあたらせることができる。
請負において請負人が仕事を完成させるために第三者に仕事を請け負わせることを下請負といい、その第三者を下請負人（下請け）、仕事の完成のために下請負人を用いる者を元請負人（元請け）という。また、下請負契約の請負人がさらに第三者に仕事完成を請け負わせる場合（孫請け）もある。下請会社との関係は実質的にみて契約の内容が売買や製作物供給契約である場合もあり、また、孫請けの場合には材料の供給や指揮監督の点から雇用契約に近い性質をもつ場合もあるとされる。なお、下請人の保護を図る必要から、建設業における下請負契約（下請契約）は建設業法において一定の制約を受ける（建設業法16・22・23条）。また、1958年（昭和33年）に下請代金支払遅延等防止法が制定されている。
請負人（元請負人）は履行補助者や下請負人の故意・過失の行為に対して責任を負う。
下請負契約はもとの請負契約とは別個独立した関係にあり、注文者と下請負人との間には直接の法律関係はなく、下請負契約ともとの請負契約とは互いに影響を与えるものではない（大判明41・5・11民録14輯558頁）。もとの請負契約において下請負禁止の特約がある場合にも、下請負契約は当然には無効とならず、この場合には請負人が特約違反の責任を負うことになる（大判明45・3・16民録18輯255頁）。

#### 目的物引渡義務と所有権の帰属
完成した仕事の目的物につき請負人は注文者に対し契約により引渡し義務を負うが、代金が支払われるまでの目的物の所有権の帰属については、材料供給者帰属説（従来の判例・通説）と注文者帰属説（近時の有力説）が対立し争いがある。

##### 材料供給者帰属説
原則として材料供給者によって目的物の帰属を判断すべきとする。
- 注文者が材料の全部または主要部分を供給した場合

目的物の所有権は完成と同時に原始的に注文者に帰属する（大判昭7・5・9民集11巻824頁）。加工に関する246条1項但書の適用は排除される。
- 請負人が材料の全部または主要部分を供給した場合

目的物の所有権は請負人に帰属し、目的物の引渡しにより注文者に移転する（大判明37・6・22民録10輯861頁、大判大3・12・26民録20輯1208頁）。
ただし、特約は可能であると解しており、完成時に注文者に所有権を取得させる特約も有効である（大判大5・12・13民録22輯2417頁、最判昭46・3・5判時628号48頁）。また、工事完成前の代金を予め全額支払った場合（大判昭18・7・20民集22巻660頁）や工事の進捗に応じて代金が支払われてきた場合（最判昭44・9・12判時572号25頁）にも注文者に建物の所有権を認める。

##### 注文者帰属説
請負人には所有の意思はなく工事代金回収のための同時履行の抗弁権や留置権、先取特権があれば十分であり、建物の所有権は注文者に帰属するとみるべきとし、その判断基準としては建物の完成時とする説（有力説）、不動産となった時であるとする説、いかなる段階かを問わないとする説に分かれる。

#### 請負人の担保責任
2017年改正前の民法では、請負契約の仕事の完成後、請負契約の目的物に「瑕疵」（キズ）があった場合、請負人は注文者に対して「瑕疵担保責任」を負うこととされていた。請負人の担保責任（請負担保）は一般の担保責任の特則であると同時に債務不履行責任の特則でもあった。
2017年改正の民法（2020年4月1日法律施行）で瑕疵担保責任から契約不適合責任に用語が変更され、請負についても基本的に売買の契約不適合責任の規定を準用し（559条）、請負に特有のものだけ別途規定（636条、637条）することになった。法改正後は履行の追完請求、報酬減額請求、契約の解除、損害賠償請求が可能となる。
- 責任の発生
請負契約の目的物の種類・品質・数量が契約不適合であるときに責任を負う（559条・562条）[25]。
- 注文者の追完請求権
注文者は履行の追完を請求できる（559条・562条）[25]。2017年改正前の民法では履行の追完は瑕疵修補請求に限られていたが、改正で代物請求などの手段も可能となった[25]。ただし、請負契約及び取引通念上追完できないときは履行の追完を請求できない（412条の2第1項）[25]。
- 注文者の損害賠償請求権
請負人に過失があったときは損害賠償の請求をすることもできる（559条・564・415条）。2017年改正前の民法では無過失責任とされていたが、改正で過失責任に改められた[25]。
- 注文者の契約解除権
注文者は債務不履行の規定により契約を解除できる（559条・564・415条）。2017年改正前の民法では契約の目的が達することができないときに限られていたが、改正で契約の目的が達することができないときでなくても解除可能になった[25]。なお、2017年改正前の民法では建物その他の土地の工作物については契約解除権が認められていなかったが、改正でこの区別はなくなった[25]。
- 存続期間
  - 目的物の種類又は品質に関する担保責任は、注文者がその不適合を知った時から1年以内にその旨を請負人に通知しないときは、注文者は、その不適合を理由として、履行の追完の請求、報酬の減額の請求、損害賠償の請求及び契約の解除をすることができない（637条1項）。2017年改正前の民法では引き渡し時（仕事終了時）から1年以内に請求しなければならないとされていたが、改正で注文者が契約不適合であることを知ってから1年以内に通知すればよいことになった[25]。なお、請求権は一般の消滅時効にはかかるため引き渡し時（仕事終了時）から10年で消滅する[25]。
  - 目的物の数量に関する担保責任は、一般の消滅時効により契約不適合であることを注文者が知ってから5年、引き渡し時（仕事終了時）から10年で消滅する[25]。
  - なお、2017年改正前の民法では建物その他の土地の工作物については異なる規定になっていたが、改正でこの区別はなくなった[25]。
- 責任の制限
請負人が種類又は品質に関して契約の内容に適合しない仕事の目的物を注文者に引き渡したとき（その引渡しを要しない場合にあっては、仕事が終了した時に仕事の目的物が種類又は品質に関して契約の内容に適合しないとき）は、注文者は、注文者の供した材料の性質又は注文者の与えた指図によって生じた不適合を理由として、履行の追完の請求、報酬の減額の請求、損害賠償の請求及び契約の解除をすることができない。ただし、請負人がその材料又は指図が不適当であることを知りながら告げなかったときは、この限りでない（636条）。
- 責任免除の特約
請負人の責任を特約で免除することもできるが、請負人が知りながら告げなかった事実については免除されない（559条・572条）[25]。

### 注文者の義務

#### 報酬支払義務
請負は報酬の支払いを契約内容に含むことから（632条）、請負人には報酬請求権が認められ、注文者は報酬支払義務を負うことになる。
請負人の報酬請求権は仕事が完成した後にはじめて発生する（後払いの原則。633条、624条1項、632条）。報酬の支払いについては仕事の目的物の引渡しと同時履行の関係に立つ（633条）。
前払いの特約がある場合には報酬の前払いがあるまで仕事への着手を拒絶できる。また、分割払いの特約がある場合には前の部分への報酬の支払いがあるまで仕事の継続を拒絶できる。
2017年改正の民法（2020年4月1日法律施行）で仕事が可分であることを前提に、請負人が既にした仕事によって注文者が利益を受けるときは、その利益の割合に応じて請負報酬請求ができることが明文化された。具体的には次に掲げる場合において、請負人が既にした仕事の結果のうち可分な部分の給付によって注文者が利益を受けるときは、その部分を仕事の完成とみなし、請負人は、注文者が受ける利益の割合に応じて報酬を請求することができる（634条）。
1. 注文者の責めに帰することができない事由によって仕事を完成することができなくなったとき。
2. 請負が仕事の完成前に解除されたとき。

#### 受領義務の問題
ドイツ法は明文で注文者に受領義務を認めており（ドイツ民法）、日本の民法においても明文の規定はないものの債務不履行を構成するとみる学説がある。ただし、判例は債務者の債務不履行と債権者の受領遅滞とではその性質が異なるのであるから、特段の事由の認められない限り受領遅滞を理由として契約を解除することができないとする（最判昭40・12・3民集19巻9号2090頁）。

#### 不法行為責任
使用者責任（715条）における使用者と被用者の関係とは異なり、通常、請負契約における請負人は注文者の指揮命令に服するわけではないので、注文者は請負人がその仕事について第三者に加えた損害を賠償する責任を負わない。ただし、注文又は指図についてその注文者に過失があったときは、注文者は請負人がその仕事について第三者に加えた損害につき賠償する責任を負う（716条）。

## 危険負担の問題
不可抗力により目的物が滅失・毀損した場合には危険負担の問題となる。
仕事完成前の段階における目的物滅失・毀損による履行不能の場合、請負人の仕事完成義務は消滅し原則として報酬請求権を行使しえないほか費用償還請求権も有しない（536条1項）。注文者に帰責事由がある場合には、請負人は報酬請求権を失わないが、完成までに必要とされた費用等を注文者に償還しなければならない（536条2項、最判昭52・2・22民集31巻1号79頁）。
仕事完成後から引渡前の段階において、当事者のいずれの責めにも帰すことができない事由により目的物滅失・毀損が生じて履行不能となった場合については、536条1項適用説と534条適用説があった。しかし、2017年の改正で534条は削除された。
建設業においては、「危険負担」という概念そのものが、民法上の危険負担とは異なる概念として捉えられている。すなわち「土建請負契約にいう危険負担とは、工事の『受渡』にいたる間に請負人が工事において被った損害（なかんずく、不可抗力による損害）を、請負人又は注文者のいずれが負担すべきかという問題であって、必ずしも  －  いや、むしろほとんどすべての場合には  －  請負人の履行不能に関するものではなくして、請負人の履行費用の負担に関するものである」というのが、建設業における「危険負担」の認識である。各種の建設請負約款においては危険負担について民法とは異なる定めを設けている。

## 請負の終了
請負特有の終了原因としては大きく分けて２つあり、注文者が損害を賠償することによって認められる解除と注文者の破産手続開始による解除がある。民法で終了原因を定めているが、一般的な請負契約では、その終了原因をさらに明確にするために契約書へと記載しておくことが多い。

### 注文者の損害賠償による解除
請負人が仕事を完成しない間は、注文者は、いつでも損害を賠償して契約の解除をすることができる（641条）。この場合の契約解除については催告不要説と催告必要説（有力説）がある。

### 注文者の破産手続の開始による解除
- 請負人・破産管財人による解除
  - 注文者が破産手続開始の決定を受けたときは、請負人又は破産管財人は、契約の解除をすることができる（642条1項本文）。ただし、仕事完成後は請負人に解除権を認める必要がないことから、2017年改正の民法（2020年4月1日法律施行）で仕事を完成した後は請負人は契約を解除できないとされた（642条1項ただし書）[29]。
  - 前項に規定する場合において、請負人は、既にした仕事の報酬及びその中に含まれていない費用について、破産財団の配当に加入することができる（642条2項）。
  - 第一項の場合には、契約の解除によって生じた損害の賠償は、破産管財人が契約の解除をした場合における請負人に限り、請求することができる。この場合において、請負人は、その損害賠償について、破産財団の配当に加入する（642条3項）。
- 損害賠償の要件

契約の解除によって生じた損害の賠償は、破産管財人が契約の解除をした場合における請負人に限り、請求することができる（642条2項前段）。この場合において、請負人は、その損害賠償について、破産財団の配当に加入する（642条2項後段）。